# 藤岡あや
藤岡 あや（ふじおか あや、1986年8月6日 - ）は日本のミュージカル俳優およびバレエダンサーである。福岡県大野城市出身。劇団四季所属。

## 来歴
2歳頃からバレエを始め、その後バレエ団にも所属していた。2009年11月にオーディションに合格し劇団四季へ入団し、同年はだかの王様アンサンブル役で舞台に初出演した。

## 主な出演作品
- はだかの王様（2009年～アンサンブル）
- キャッツ（2012年～カッサンドラ、2015年～ヴィクトリア）
- ウィキッド（2013年～2014年アンサンブル）